# Draadereprijs
Draadereprijs (Veronica filiformis) is een lage, vaste plant uit de weegbreefamilie (Plantaginaceae).

## Determinatie
Draadereprijs is een vaste, kruidachtige chamefyt. Ze vormt kruipende stengels die op de meeste knopen wortelen. De witblauwe bloemkroon heeft een diameter van 1–1,5 cm. De kelkbladen zijn langwerpig tot elliptisch en 3–5 mm lang. De bladeren zijn rond-niervormig en bladrand is gekarteld. Ze zijn 0,5–1 cm breed en hebben een steeltje van maximaal 2 mm. Doosvruchten heeft de plant in de Benelux vrijwel nooit. Als ze er zijn dan zijn ze ongeveer een halve cm groot en de lobben wijken nauwelijks uiteen.

### Gelijkende taxa
Draadereprijs wordt veel verward met grote ereprijs. Grote ereprijs heeft echter kleinere bloemen die doorgaans veel dieper blauw van kleur zijn. Ook wortelt grote erepijs nooit op de knopen.

## Voortplanting en verspreiding
De plant komt van nature voor in de Kaukasus. Hier is hij als tuinplant vandaan gehaald en heeft zich verspreid over heel West- en Midden-Europa. In Engeland werd al in 1838 een eerste melding van een verwilderde vondst gedaan; in Nederland in 1934. De plant is vooral in stedelijke gebieden te vinden. In Nederland geldt zij als plaatselijk vrij algemeen terwijl zij voor België als vrij tot zeer zeldzaam wordt opgegeven.
In de Benelux zet draadereprijs vrijwel nooit zaad. Een mogelijke oorzaak is dat hier geen kruisbestuiving mogelijk is omdat alle exemplaren hier afstammen van enkele planten. Zij plant zich hierdoor bijna alleen vegetatief voort. De plant kruipt over de grond en wortelt daarbij op de knopen. Kleine losse stukjes van de plant kunnen ook weer uitgroeien tot nieuwe exemplaren.

## Gebruik
De plant wordt als tuinplant gebruikt. De fraaie bloempjes en het feit dat zij als bodembedekker kan worden ingezet zorgde ervoor dat zij hiervoor in aanmerking kwam. Aanvankelijk werd zij vooral toegepast in rotstuinen, maar al snel bleek zij ook in het gazon te verwilderen en kan zich dan als een waar onkruid te gaan gedragen. Daarom wordt draadereprijs soms ook weleens gazonpest genoemd. In natuurtuinen wordt de plant gebruikt om het gazon een fleuriger aanblik te geven.